# Rekiny

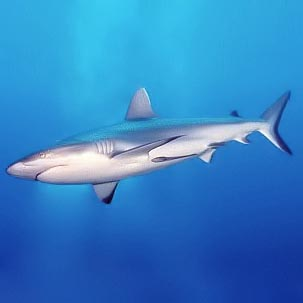
Carcharhinus amblyrhynchos

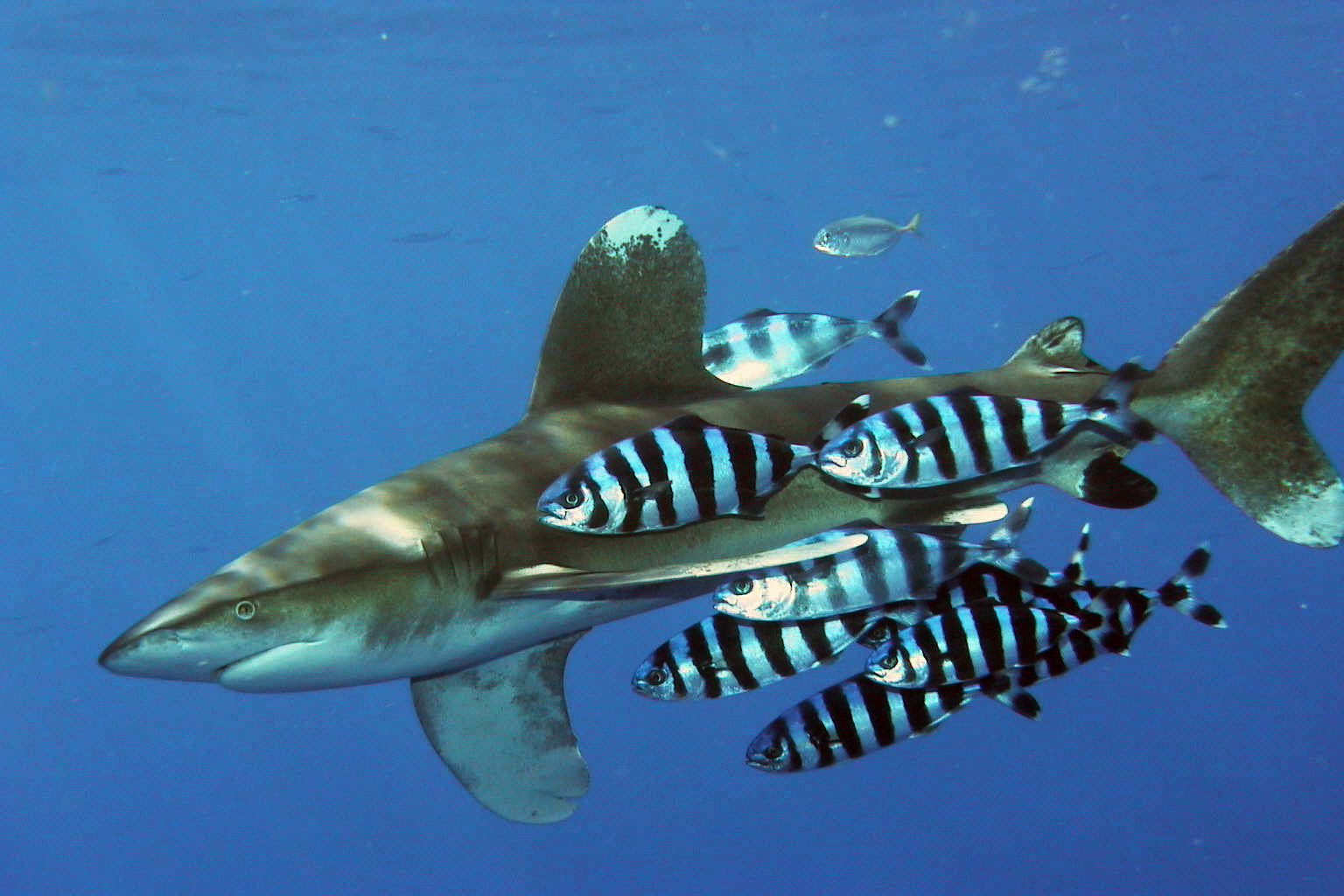
Żarłacz białopłetwy

Rekiny (fr. requin) – ogólna nazwa grupy gatunków, rodzajów, a nawet rodzin drapieżnych ryb chrzęstnoszkieletowych z podgromady spodoustych, charakteryzujących się opływowym, wrzecionowatym tułowiem, heterocerkalną płetwą ogonową, 5–7 otworami skrzelowymi umiejscowionymi tuż za głową. 
W zapisie kopalnym szczątki rekinów znane są z warstw dewonu. Wiele gatunków jest poławianych dla mięsa, skór i tranu. Niektóre są niebezpieczne dla ludzi ze względu na możliwość pogryzienia – nawet śmiertelnego.

## Występowanie
Rekiny żyją w wodach słonych. Zasiedlają morza tropikalne i subtropikalne, nieliczne także wody arktyczne (rekin polarny), wiele wnika do wód śródlądowych.

## Charakterystyka ogólna
Rekiny osiągają długość od 0,15 m do 20 m, a masę ciała nawet do 12 ton. Najgroźniejsze gatunki, np. żarłacz biały czy tygrysi mają ostre i spiczaste zęby, ułożone w szeregi, stopniowo zużywane i zastępowane nowymi. Inne gatunki mogą mieć również postrzępiony brzeg zębów. Ich szkielet zbudowany jest z chrząstki. Nie mają pęcherza pławnego i gdyby przestały pływać, opadłyby na dno.
Mają największe mózgi wśród ryb i dysponują zmysłami: wzroku, węchu, słuchu, smaku, dotyku, linii bocznej (wyczuwanie drobnych przemieszczeń wody) oraz elektrorecepcji (wyczuwanie zmian pola elektrycznego). Widzą w ciemnościach 10-krotnie lepiej niż człowiek (istnieją wyjątki, np. rekin polarny jest praktycznie ślepy). Wykrywają spadek potencjału elektrycznego rzędu 1 μV/cm.
Wśród ryb spodoustych spotykane są typowe drapieżniki oraz ryby planktonożerne. Największe z nich – rekin wielorybi i długoszpar (rekin olbrzymi) – są niegroźne dla człowieka pomimo olbrzymich rozmiarów. Grupa drapieżnych rekinów obejmuje zarówno duże – faktycznie niebezpieczne dla ludzi – gatunki (np. żarłacz biały, żarłacz tygrysi) oraz niewielkich rozmiarów ryby żywiące się innymi wodnymi zwierzętami.

## Taksonomia
Dawniej rekiny były klasyfikowane jako odrębny rząd lub nadrząd (Squaliformes, Selachimorpha, Selachii) ryb spodoustych. We współczesnych (XXI wiek) klasyfikacjach termin rekiny odnoszony jest do nadrzędów Galeomorphi i Squalomorphi, czyli do taksonu o nazwie Selachii (opisywany też jako Selachimorpha lub Pleurotremata). Nie jest to jednak termin ścisły, ponieważ nie obejmuje taksonów wymarłych, w paleontologii określanych również jako „niepłaszczkowe Elasmobranchii”, czyli spodouste niebędące płaszczkami.

## Rozbieżności w nazewnictwie
W polskojęzycznej literaturze naukowej i popularnonaukowej z nazwą rekiny często wiązane są nazwy: Squaliformes, żarłacze (Selachii, do których zaliczano rekiny i płaszczki), rekinokształtne (Galeiformes) i koleniokształtne. W źródłach anglojęzycznych z terminem shark (rekin) związanych jest jeszcze więcej nazw systematycznych i zwyczajowych. Jest to spowodowane dynamicznymi zmianami w systematyce świata zwierzęcego, które powodują, że w spotykanym w literaturze nazewnictwie dochodzi do niejednoznaczności, a nawet sprzeczności z wcześniej przyjętymi klasyfikacjami.

## Historia ewolucji

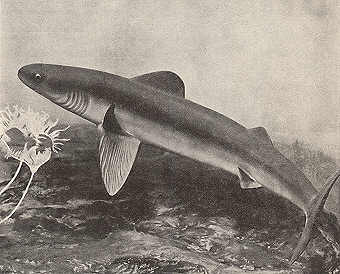
Rekonstrukcja pierwotnego rekina

Pierwsi przedstawiciele rekinów pochodzą z wczesnego dewonu, choć znane są ordowickie i sylurskie szczątki interpretowane przez część badaczy jako przypuszczalnie rekinie. Za pierwotne rodzaje rekinów uważa się – opisany jedynie na podstawie zębów – Leonodus oraz Cladoselache, których przedstawiciele żyli przed około 400 milionami lat.
| ← mln lat temuRekiny |          |            |          |          |           |         |          |         |          |           |      |    |
| Prekambr←4,6 mld     | Kambr541 | Ordowik485 | Sylur443 | Dewon419 | Karbon359 | Perm299 | Trias252 | Jura201 | Kreda145 | Paleog.66 | Ng23 | Q2 |